# واسیلی آلکسانیان
واسیلی آلکسانیان (ارمنی: Վասիլի Ալեքսանյան; روسی: Васи́лий Гео́ргиевич Алексаня́н؛ زاده ۱۵ دسامبر ۱۹۷۱ – درگذشته ۳ اکتبر ۲۰۱۱) کارآفرین و وکیل ارمنی‌تبار اهل روسیه که معاون اجرایی شرکت نفتی یوکاس بود.

## زندگی‌نامه
در ۱۵ دسامبر ۱۹۷۱ در مسکو به دنیا آمد. از دانشگاه دولتی مسکو و ال‌ال‌ام مدرسه حقوق دانشگاه هاروارد فارغ‌التحصیل شد. وی همچنین برندهٔ جوایزی همچون، و شده‌است. از سال ۱۹۹۶ وی ریاست بخش حقوقی یوکاس را برعهده داشت. در ۳ اکتبر ۲۰۱۱ در سن ۳۹ بر ابتلا به بیماری ایدز در استان مسکو درگذشت و در گورستان خوفانسکوی به خاک سپرده شد.